# Coelorinchus caelorhincus
Il pesce sorcio, nome comune che condivide con i simili C. mediterraneus e C. occa, o celorinco (Coelorinchus caelorhincus (Risso, 1810)) è un pesce abissale della famiglia Macrouridae.

## Distribuzione e habitat
È presente nel mar Mediterraneo ma non in mar Adriatico e nell'Oceano Atlantico tra le Isole Britanniche e l'Africa tropicale.

Vive su fondi fangosi a profondità elevate, tra circa 200 ed oltre 2000 metri.

## Descrizione
Come tutti i pesci topo ha il corpo assottigliato in una lunga coda sottile (da cui il nome di pesce topo). Il corpo si ingrossa nella parte anteriore in una testa abbastanza grande con un muso appuntito ed un breve barbiglio sulla mandibola. Gli occhi sono molto grandi. Le pinne dorsali sono due: la prima breve ed alta, con 10 raggi e la seconda molto lunga e bassa, che raggiunge l'estremità posteriore del corpo (la pinna caudale è assente). La pinna anale è simmetrica alla seconda dorsale e più alta;pinne pettorali e pinne ventrali piccole. C'è un fotoforo tra le pinne ventrali. Al tatto appare ruvido a causa delle piccole spine presenti sulle squame.

Il colore è grigio piombo con sfumature violacee, il ventre e le pinne pari hanno colore nero, anche le pinne impari hanno un bordo scuro.

Raggiunge i 35 cm di lunghezza.

## Alimentazione
Si ciba di invertebrati bentonici.

## Riproduzione
Depone le uova tutto l'anno, queste sono pelagiche, la larva che se ne schiude ha testa gialla ed è macchiettata di nero. Esiste il dimorfismo sessuale nelle dimensioni, le femmine sono più grandi.

## Biologia
Quando viene estratto dall'acqua può emettere suoni simili al grugnito di un maiale.

## Pesca
Si cattura solo occasionalmente con reti a strascico e palamiti, le carni sono buone, simili a quelle del nasello o del merluzzo ma non si incontra sui mercati.